# Чиари, Родольфо
Родольфо Чиари Роблес (исп. Rodolfo Chiari Robles, 15 ноября 1869, Агуадульсе, округ Агуадульсе, Кокле, Панама — 16 августа 1937, Калифорния, США) — панамский государственный деятель, президент Панамы (1924—1928).

## Биография
Происходил из одной из самых значимых олигархических семей Панамы, которая на протяжении десятилетий контролировала политический курс страны.
Из-за экономических проблем в семье отучился в начальной школе лишь три года. В 12 лет переехал в город Панама и стал работать в магазине «Bazar Francés», где в возрасте 21 года уже стал управляющим. Из-за болезни отца был вынужден вернуться на родину, после его смерти занялся выращиванием сахарного тростника и разведением скота.
После образования независимой Панамы становится казначеем Столичного округа, управляющим Национального банка, являлся видной фигурой в Либеральной партии.
С 1912 по 1916 гг. и с 1920 по 1924 гг. дважды занимал пост вице-президента в кабинете Белисарио Порраса.
В 1924 году был избран президентом Панамы. В 1925 году ему пришлось иметь дело с восстанием кунов на островах Сан-Блас, а также с движением арендаторов, протестующих против роста ставок, что привело к серьёзным проблемам. Для взятия контроля над ситуацией он был вынужден обратиться к США с просьбой об интервенции. В 1926 году его правительство подписало с США договор Келлога-Альфаро, который вызвал протесты населения страны (так как превращал Панаму в автоматического союзника США в случае войны) и не был ратифицирован Национальной ассамблеей.
После завершения срока полномочий посвятил себя своим частным компаниям, центром деятельности которых был сахарный завод в Агуадульсе.
Планировал участвовать в президентских выборах 1932 года, но государственный переворот 1931 года вынудил его отказаться от этого намерения. Скончался в США, куда отправился из-за проблем со здоровьем.
В 1960 году его сын, Роберто Франсиско, также был избран президентом Панамы.